# Димитър Аврамов (политолог)
Вижте пояснителната страница за други личности с името Димитър Аврамов.
Димитър Аврамов е български политолог и публицист.

## Биография
Димитър Аврамов е роден в Пловдив на 15 ноември 1973 г. Завършва ГПЧЕ „Иван Вазов“ с преподаване на руски и английски език. Между 1993 г. и 1998 г. следва „Политология“ в Софийския университет „Св. Климент Охридски“ и завършва със степен магистър. Има специализация в университета в Загреб, където изучава прехода в бивша Югославия.
Работил е като журналист в „Младежка редакция“ на програма „Христо Ботев“ на БНР и във вестник „Капитал“. През 1998 г. участва като международен наблюдател в мисията на Организацията за сигурност и сътрудничество в Европа за мониторинг на изборите в Босна.

## Публицистика и изборни кампании
От 1996 г. участва в изборни кампании на дясно-центристки политически партии. През 2001 г., 2003 г. и 2005 г. работи в изборни щабове на Съюза на демократичните сили (СДС). През 2007 г. ръководи предизборния щаб на СДС в кампанията за „Избори за Европейски парламент през 2007“. Кампанията не е успешна за СДС. Партията получава 4,74% и остава под изборната бариера от 5,5%. След 2007 г. Аврамов работи като политически консултант, мениджър на изборни кампании и анализатор за български медии. Популярен е като политолог и политически коментатор. Има публикувани редица статии и интервюта по теми свързани с избори, българска, международна политика и IT във вестниците „Труд“, „24 часа“, „Монитор“, „Сега“ и др. Търсен е и като коментатор на теми и събития от американската вътрешна политика. Негови анализи и коментари са използвани в Дойче веле и BBC. Редовно участва в коментарните предавания на различни български национални телевизии и радиостанции.

## Интернет технологии
Извън сферата на политическите анализи, публицистиката и политиката Димитър Аврамов управлява Интернет бизнеси. През 2000 г. основава един от първите български уеб хостинг доставчици, а от 2002 г. има хостинг компания в САЩ. В края на 2009 г. създава Cloud bg, иновативна Интернет компания, която излиза на хостинг пазара с първата в света cPanel Cloud (Изчисления в облак) хостинг услуга.

## Други
Автор е на популярния политически блог Avramov.com/Blog, често цитиран от медиите.

## Публикации
- „Нагоре с краката – има ли логичен избор?“, в. „24 часа“, октомври 2011 г.
- „България заприлича на лош рапърски клип“, в. „Труд“, април 2011 г.
- „Партията на чакащите е единствената алтернатива на ГЕРБ“, в. „Труд“, декември 2011 г.
- „Интернет.БЯ!“, статия за българските домейни в Уебкафе, май 2010 г.
- „Защо хората мразят БСП“, в. „24 часа“, октомври 2009 г.
- „За избори 2009 г.“ интервю в bTV за парламентарните избори – юли 2009 г.